# Chiochiș
Chiochiș (Hongaars: Kékes, Duits: Blaudorf) is een Roemeense gemeente in het district Bistrița-Năsăud.
Chiochiș telt 3324 inwoners.
De gemeente bestaat uit de volgende dorpen:
- Apatiu (Dellőapáti)
- Bozieș (Magyarborzás)
- Buza Cătun (Buzaifogadók)
- Chețiu (Ketel)
- Chiochiș (Kékes of Blaudorf)
- Jimbor (Szászzsombor; Duits: Sommer)
- Manic (Mányik)
- Sânnicoară (Aranyosszentmiklós)
- Strugureni (Mezőveresegyháza; Rothkirch)
- Țentea (Cente)

## Demografie
Tijdens de volkstelling van 2011 waren de volgende dorpen geheel of deels Hongaarstalig:
- Strugureni / Mezőveresegyháza 	210 inwoners, waarvan 193 Hongaren (94,6%)
- Bozieş /Magyarborzás 	663 inwoners, waarvan 	307 Hongaren (47,2%)
- Chiochiş /Kékes 	403 inwoners, waarvan 	139 Hongaren (34,9%)
- Jimbor ?Szászzsombor 	490 inwoners, waarvan 	69 Hongaren (14,4%)

In het verleden was de gemeente etnisch nog wat veelkleuriger toen er ook nog enkele Saksen woonden.